# یوهان هارویکن
یوهان هارویکن (انگلیسی: Johs Harviken؛ زادهٔ ۶ april ۱۹۴۳ (۸۱ سال)) ورزشکار اسکی صحرانوردی اهل نروژ است.
وی در مسابقات کشوری و بین‌المللی در مجموع برندهٔ ۱ مدال نقره، ۱ مدال برنز شده‌است.